# Thông cáo tình yêu
Thông cáo tình yêu (tiếng Trung giản thể: 恋爱通告; bính âm: Liàn ài Tōng Gào) là 1 bộ phim hài kịch lãng mạn do Vương Lực Hoành đạo diễn kiêm diễn viên hợp tác cùng Lưu Diệc Phi. Phim xoay quanh chủ đề tình yêu, tình bạn và niềm đam mê âm nhạc của các bạn trẻ.

## Nội dung
Thông Cáo Tình Yêu: Ngôi sao lớn xuất thân từ gia đình danh tiếng Đỗ Minh Hán (Vương Lực Hoành đóng) tuy sự nghiệp phát triển và cuộc đời trông có vẻ thuận buồm xuôi gió, nhưng trong thâm tâm anh luôn cảm thấy điều gì đó trống rỗng và tiếc nuối. Cho tới một lần, xe của Đỗ Minh Hán đâm phải cô sinh viên khoa nhạc Tống Hiểu Thanh (Lưu Diệc Phi đóng) ngoài ý muốn, Tống Hiểu Thanh sợ cây đàn tranh của mình bị xe đâm hỏng nên mới gảy đàn thử để kiểm tra, còn Đỗ Minh Hán khi nghe được tiếng nhạc cổ truyền sau tiếng gảy đàn tranh của Tống Hiểu Thanh, anh có cảm giác như đang nhìn thấy một đàn bướm đang bay lượn, từ đây dấy lên sự hiếu kỳ, thế là anh quyết định cùng người bạn tốt của mình kiêm cây ghi ta nổi tiếng châu Á là Ngụy Chí Bá (Trần Hán Điển đóng) cùng thâm nhập vào trường học và tìm hiểu "âm thanh kỳ diệu" của Tống Hiểu Thanh.

## Diễn viên
Lưu Diệc Phi, Trần Hán Điển, Vương Lực Hoành, Trần Xung.

## Doanh thu
Tổng doanh thu phòng vé cuối cùng là 53,02 triệu nhân dân tệ, phim là một trong những bộ phim có doanh thu cao năm đó.

## Giải thưởng
- Giải thưởng Điện ảnh Kim Mã Đài Loan lần thứ 47- Ca khúc trong phim xuất sắc nhất (Đề cử)[5]